# Decapitated
Decapitated es una banda polaca de groove y brutal death metal altamente técnico formada en Krosno, Polonia en 1996 inicialmente bajo el nombre de Decapitated Saints, nombre el cual sería acortado tiempo después al presente. Actualmente, está integrada por el guitarrista, baterista de estudio, fundador y compositor Wacław «Vogg» Kiełtyka, el vocalista Rafał Piotrowski, el bajista Paweł Pasek y el baterista en directo James Stewart. Ha sido reconocida como una de las bandas más respetables del género y uno de los mejores exponentes del death metal técnico. El grupo consiguió una fiel base de fanes en la comunidad underground y se convirtió en uno de los más innovadores del death metal moderno.
Vogg y su hermano menor, el batería Witold «Vitek» Kiełtyka, fundaron Decapitated en su adolescencia. Tras la llegada del vocalista Wojciech «Sauron» Wąsowicz y el bajista Marcin «Martin» Rygiel y publicar dos maquetas, firmaron un contrato con Wicked World (filial de Earache Records). En 2000 lanzaron su álbum debut Winds of Creation y en 2002 y 2004 pusieron a la venta Nihility y The Negation, respectivamente. Su cuarto álbum de estudio, Organic Hallucinosis, salió a la venta en 2006 y contó con la participación del vocalista Adrian «Covan» Kowanek.
A finales de 2007, la banda sufrió un accidente automovilístico, que provocó la muerte de Vitek a los 23 años de edad y que dejó a Covan en estado de coma. Después de un tiempo de descanso, Vogg decidió reformar Decapitated con Piotrowski y posteriormente grabó tres nuevos álbumes de estudio.

## Historia

### Winds of Creation,NihilityyThe Negation(1996–2004)
Decapitated la formaron en Krosno, Polonia, en 1996 por el guitarrista Wacław «Vogg» Kiełtyka de 15 años y su hermano menor y batería Witold «Vitek» Kiełtyka, de 12. Un año más tarde, el vocalista Wojciech «Sauron» Wąsowicz de 16 años, y el bajista Marcin «Martin» Rygiel de 13, ingresaron en la banda. El conjunto publicó su primera maqueta, Cemeterial Gardens, en 1997 y su segunda, The Eye of Horus, en 1998. Después de firmar un contrato con la filial de Earache Records, Wicked World, la banda publicó su álbum debut, Winds of Creation. Este trabajo incluye una versión de la canción de Slayer «Mandatory Suicide» y lo produjo por Piotr Wiwczarek líder de la banda Vader, en abril del año 2000. La banda realizó una gira como teloneros de Vader a comienzos de 2001 en Reino Unido. Allmusic dijo que «Decapitated rápidamente ha conseguido el reconocimiento como uno de los mejores exponentes del death metal técnico, no sólo de Polonia, sino del resto de Europa».
El álbum Nihility, publicado en febrero de 2002, cumplió con todas las expectativas generadas tras el lanzamiento de su álbum debut. Nihility también incluye una versión de «Suffer the Children» de Napalm Death. Decapitated fue elegida para actuar en el evento del Ozzfest en Polonia a finales de mayo y realizó una gira en Estados Unidos y Europa en agosto. Slawek y Vojtek Wieslawski produjeron el siguiente álbum, The Negation, que sería publicado en febrero de 2004. El disco recibió reseñas positivas y fue promocionado con una gira por Europa y los Estados Unidos en 2004.

### Organic Hallucinosis(2005–2008)

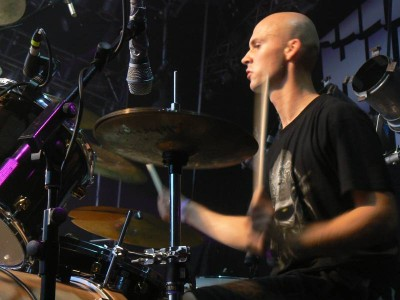
Vitek durante un concierto en 2006.

A mediados de 2005, Sauron anunció su salida de Decapitated: «No fue una decisión fácil. Sin embargo, no pude conciliar el bienestar que me producía la banda con mis problemas personales, y por lo tanto, marcharme parecía ser la mejor solución para no obstaculizar la evolución de Decapitated. Por otra parte, otra de las razones que contribuyeron a mi decisión han sido algunas complicaciones de mi salud». La banda eligió a Adrian «Covan» Kowanek como su sustituto y entró a los estudios Hertz en Bialystok en agosto para grabar su cuarto álbum Organic Hallucinosis, publicado en febrero del año siguiente. Según Allmusic, el cambio de la dirección musical de la banda «podría polarizar a los viejos seguidores del grupo».
Durante la siguiente gira a comienzos de 2006, Martin no pudo actuar con la banda debido a problemas con el servicio militar y le reemplazó por Richard Gulczynski, pero volvió al grupo en febrero. En ese año, Decapitated realizó una gira con bandas estadounidenses como Suffocation, Six Feet Under, Fear Factory, entre otras. En junio y julio de 2007, Decapitated tocó con Cephalic Carnage y otras bandas en el Summer Slaughter en los Estados Unidos. Poco después, Martin dejó Decapitated para pasar más tiempo con su familia y mudarse a California.
El 28 de octubre de 2007 los miembros de la banda tuvieron un accidente automovilístico en el que Vitek y Covan sufrieron heridas graves. Su autobús de gira chocó contra un camión que transportaba madera en Gomel, cerca de la frontera entre Rusia y Bielorrusia. Vitek murió el 2 de noviembre de 2007 a los 23 años en un hospital ruso a causa de sus graves heridas, mientras que Covan entró en estado de coma y hubo de ser trasladado a Polonia.
Varios grupos mostraron sus condolencias y dedicaron algunos de sus conciertos en la memoria de Vitek, entre ellos Dimmu Borgir, Amon Amarth, Kataklysm, y Behemoth. El 2 de diciembre tuvo lugar un concierto en Cracovia en su honor y que contó con las actuaciones de Hate, Sceptic, Crionics, Heartt Attack, Virgin Snatch, Thy Disease y Delight.

### Reunión yCarnival Is Forever(2009–2013)

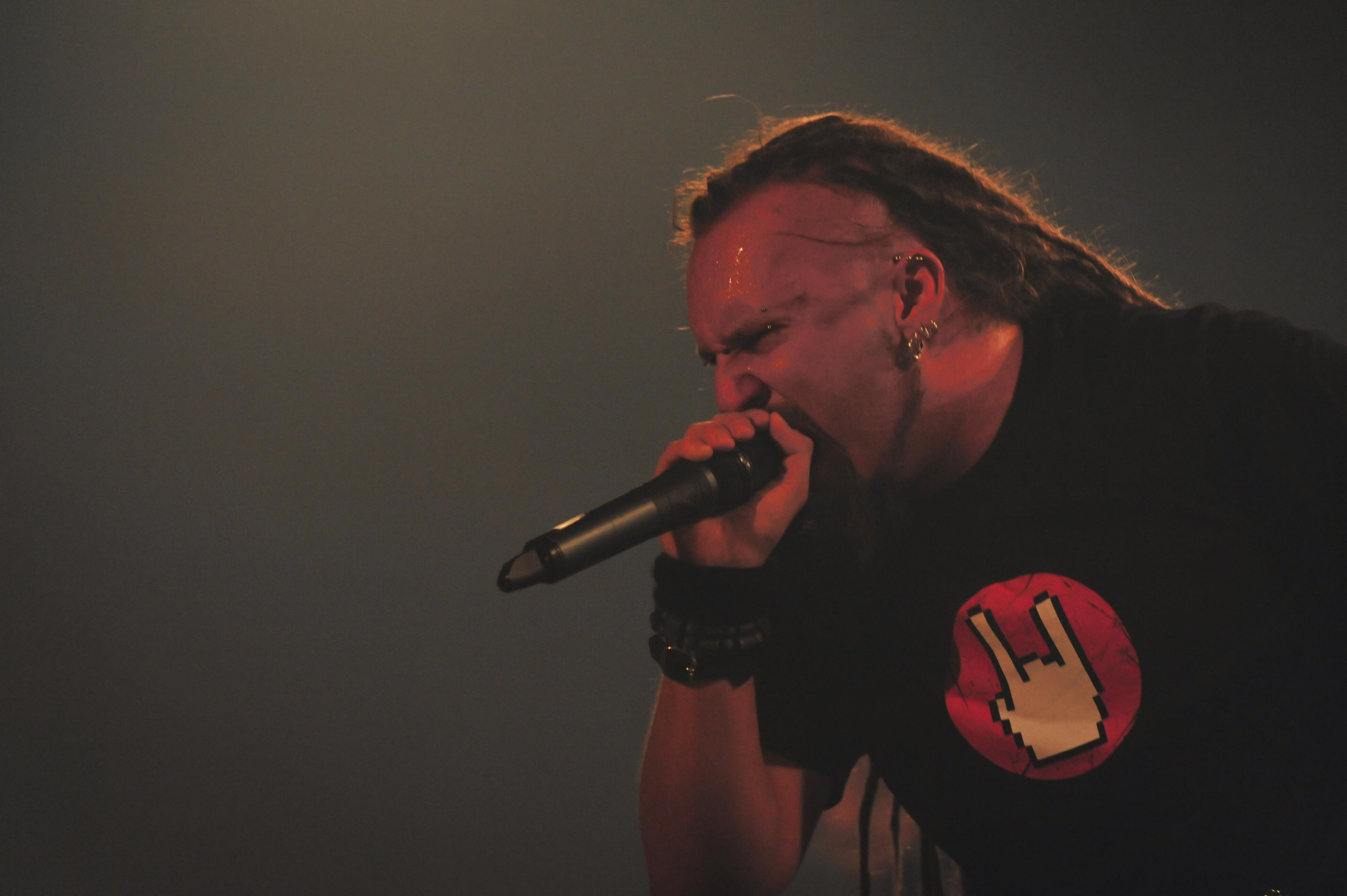
Piotrowski actuando en Suiza en 2011.

El 8 de marzo de 2009, tras tomarse un tiempo de descanso, Vogg anunció que había planeado reformar la banda y que buscaba un nuevo vocalista y un batería. Covan no pudo continuar con Decapitated debido a su lenta recuperación. A comienzos de 2009, Vogg participó como guitarrista en el álbum de Vader Necropolis y continuó en dicha banda durante la gira promocional del disco.
A mediados de 2009 Vogg declaró: «Continuar sin Vitek es lo más difícil que he hecho en mi vida, pero estoy seguro de que el habría querido que yo siguiera con la banda. Finalmente, he encontrado músicos geniales que pueden continuar el trabajo de Vitek y Covan. No tiene sentido detener algo tan increíble que hice hace tantos años con Vitek, Sauron, Martin y Covan».
El 31 de julio de 2009, el batería austriaco Kerim «Krimh» Lechner de Thorns of Ivy se unió a Decapitated. El 20 de noviembre, la nueva formación quedó completada con la llegada del vocalista Rafał Piotrowski de la banda Ketha y el bajista Filip «Heinrich» Hałucha de Vesania y Masachist. La banda realizó una gira en Reino Unido en febrero de 2010, y en abril y mayo en Australia, Nueva Zelanda, Europa y en la gira Summer Slaughter en los Estados Unidos a mediados de 2010.
Decapitated entró en los estudios RG en Gdańsk, el 9 de febrero para comenzar a grabar su quinto álbum de estudio, titulado Carnival Is Forever. El disco lo produjo Vogg, mientras que la mezcla y la producción de las pistas de batería las realizó el productor sueco Daniel Bergstrand, que había trabajado anteriormente con Behemoth y Meshuggah, entre otros. Heinrich abandonó Decapitated tras la grabación para concentrarse en Vesania. Finalmente, Carnival Is Forever salió a la venta el 12 de julio de 2011. El 1 de noviembre, la banda sobrevivió a un accidente de avión en Varsovia. En septiembre de 2012, el batería Kerim Lechner abandonó la formación y le sustituyó Paweł Jaroszewicz, exbatería de Vader.

### Blood MantrayAnticult(2014–actualidad)

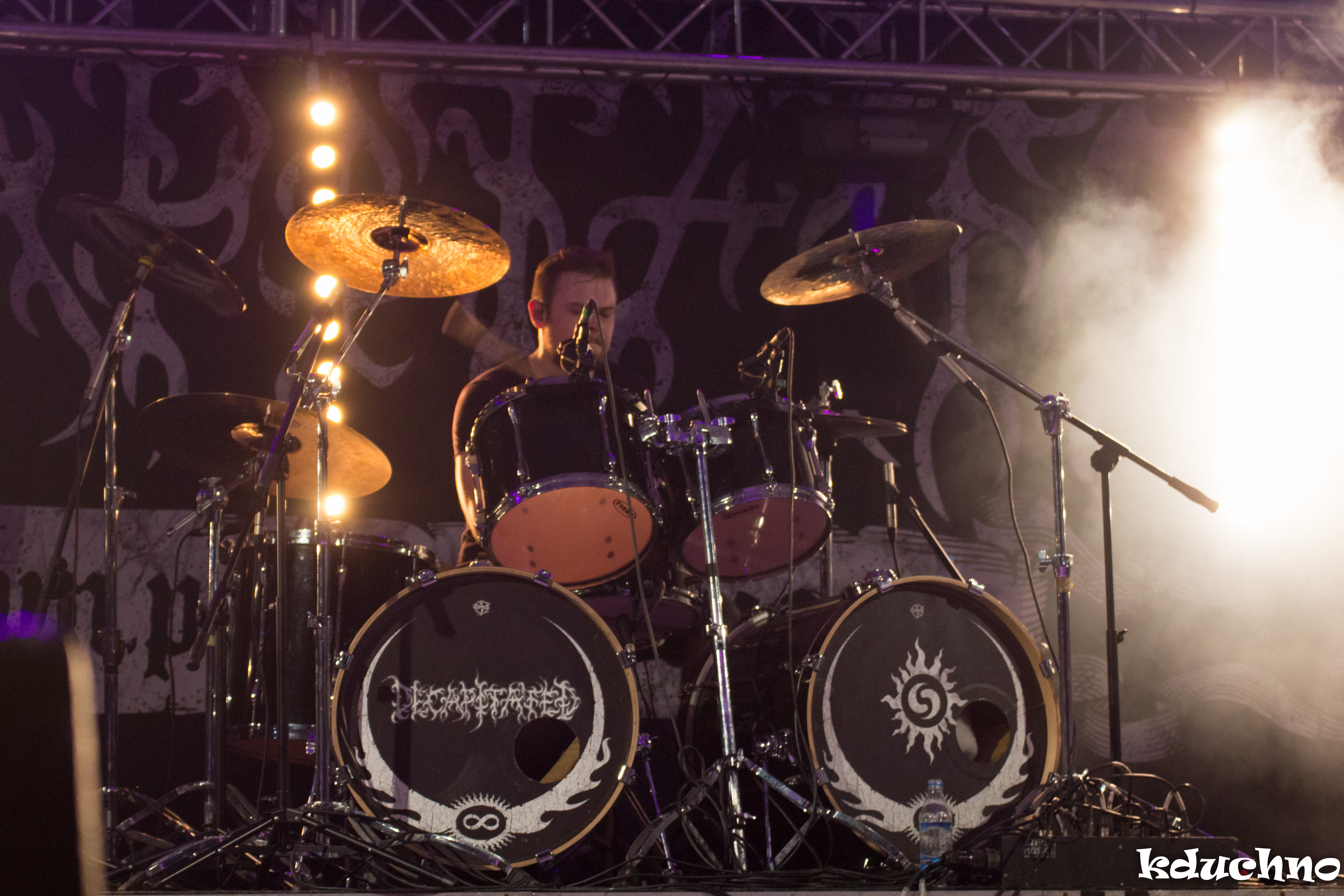
Łysejko tocando en un concierto de 2014.

A partir de enero de 2014, Jaroszewicz tuvo que ausentarse de los conciertos, hasta que en marzo, Michał Łysejko fue confirmado como batería oficial. Ese mismo mes, la banda realizó la grabación del álbum Blood Mantra en los estudios Hertz y que salió a la venta en septiembre y alcanzó la undécima posición de la lista polaca. Durante la gira promocional por los Estados Unidos, la agrupación sufrió un nuevo accidente automovilístico en Nueva Orleans, aunque nadie sufrió heridas importantes y poco después pudo continuarse. A lo largo de 2015, Decapitated participó con Soulfly, Soilwork y Shattered Sun en una gira norteamericana.
El 7 de julio de 2017 el conjunto publicó Anticult, del cual Vogg declaró que «lo escribimos juntos como una banda. Nuestro batería Michał [Łysejko], ayudó con un montón de arreglos de las canciones. Es como el coautor de los temas. Es como solía hacer con Vitek». El disco además llegó a la cuarta posición de la lista polaca, la mejor en su carrera. Łysejko, sin embargo, abandonaría la formación en diciembre de 2018. Al año siguiente, Vogg recibió la invitación para unirse a Machine Head como sustituto de Phil Demmel y durante la pandemia de COVID-19 aprovechó para comenzar a componer un nuevo trabajo de Decapitated.

## Estilo musical y recepción crítica
La música de Decapitated estuvo compuesta inicialmente por Vogg y Vitek, aunque tras la muerte de este último es su hermano el principal compositor. Decapitated llegó a ser conocida por sus composiciones y su técnica a una edad muy joven y consiguió una base fiel de aficionados en la comunidad underground. En la crítica de su álbum debut, Allmusic dijo que «la banda tiene una gran compresión sin apenas esfuerzo, un gran dominio de sus instrumentos y unas composiciones extremadamente sólidas, incluso en la primera escucha». Allmusic también realizó una reseña de Nihility, en la que lo destacó como «el álbum más duro desde Covenant de Morbid Angel» y alabó «los golpes implacables de batería». En la crítica de The Negation, Metal Hammer destacó que «Sauron es uno de los vocalistas más competentes de la escena». Con Organic Halucinosis, Decapitated se centró en aspectos no tradicionales del death metal, composiciones más complejas y un enfoque polirrítmico, además Covan contribuyó con una voz más versátil.
De acuerdo con Allmusic, entre las publicaciones de Decapitated pueden encontrarse algunos de los mejores álbumes de death metal de comienzos del siglo XXI. Winds of Creation fue «responsable de volver a encender la llama del estancado death metal» y Organic Hallucinosis resultó ser muy influyente en el posterior desarrollo del género. Según Kerrang!, Decapitated ha publicado «álbumes clásicos, que han convertido a estos jóvenes polacos en una de las bandas más respetadas del género».

## Miembros
| Actuales - Wacław «Vogg» Kiełtyka – guitarra (1996−actualidad) - Rafał «Rasta» Piotrowski – voz (2009−actualidad) - Paweł Pasek – bajo (2012−2016, 2021-actualidad) - James Stewart – batería (2018−2020, 2020-actualidad) | Anteriores - Witold «Vitek» Kiełtyka – batería (1996–2007) - Marcin «Martin» Rygiel – bajo (1996–2007) - Wojciech «Sauron» Wąsowicz – voz (1996–2005) - Adrian «Covan» Kowanek – voz (2005–2007) - Filip «Heinrich» Hałucha – bajo (2009−2011) - Kerim «Krimh» Lechner – batería (2009−2012) - Michał Łysejko – batería (2014–2018) - Hubert Więcek – bajo (2016−2020) | Músicos en directo - Jacek Hiro – guitarra (2000−2004) - Richard Gulczynski – bajo (2006) - Konrad Rossa – bajo (2011−2012) - Paweł Jaroszewicz – batería (2012−2014) - Kevin Foley – batería (2013) - Sean Martinez – bajo (2016) - Ken Bedene – batería (2020) |

|      |
| Vogg |

|                  |
| Rafał Piotrowski |

|             |
| Paweł Pasek |

## Discografía

### Álbumes de estudio
| Año  | Título               | Lista | Lista |
| Año  | Título               | CH    | PL    |
| ---- | -------------------- | ----- | ----- |
| 2000 | Winds of Creation    | −     | −     |
| 2002 | Nihility             | −     | −     |
| 2004 | The Negation         | −     | −     |
| 2006 | Organic Hallucinosis | −     | –     |
| 2011 | Carnival Is Forever  | −     | –     |
| 2014 | Blood Mantra         | -     | 11    |
| 2017 | Anticult             | 58    | 4     |

| Álbumes en vídeo - Human's Dust (2008) - Live at the Rescue Rooms (2009) Álbumes en directo - Live Nottingham Rescue Rooms 20th Dec 2004 (2009) | Maquetas - Cemeterial Gardens (1997) - The Eye of Horus (1998) Recopilatorios - Polish Assault (2000) - The First Damned (2000) |